# Puig des Racó

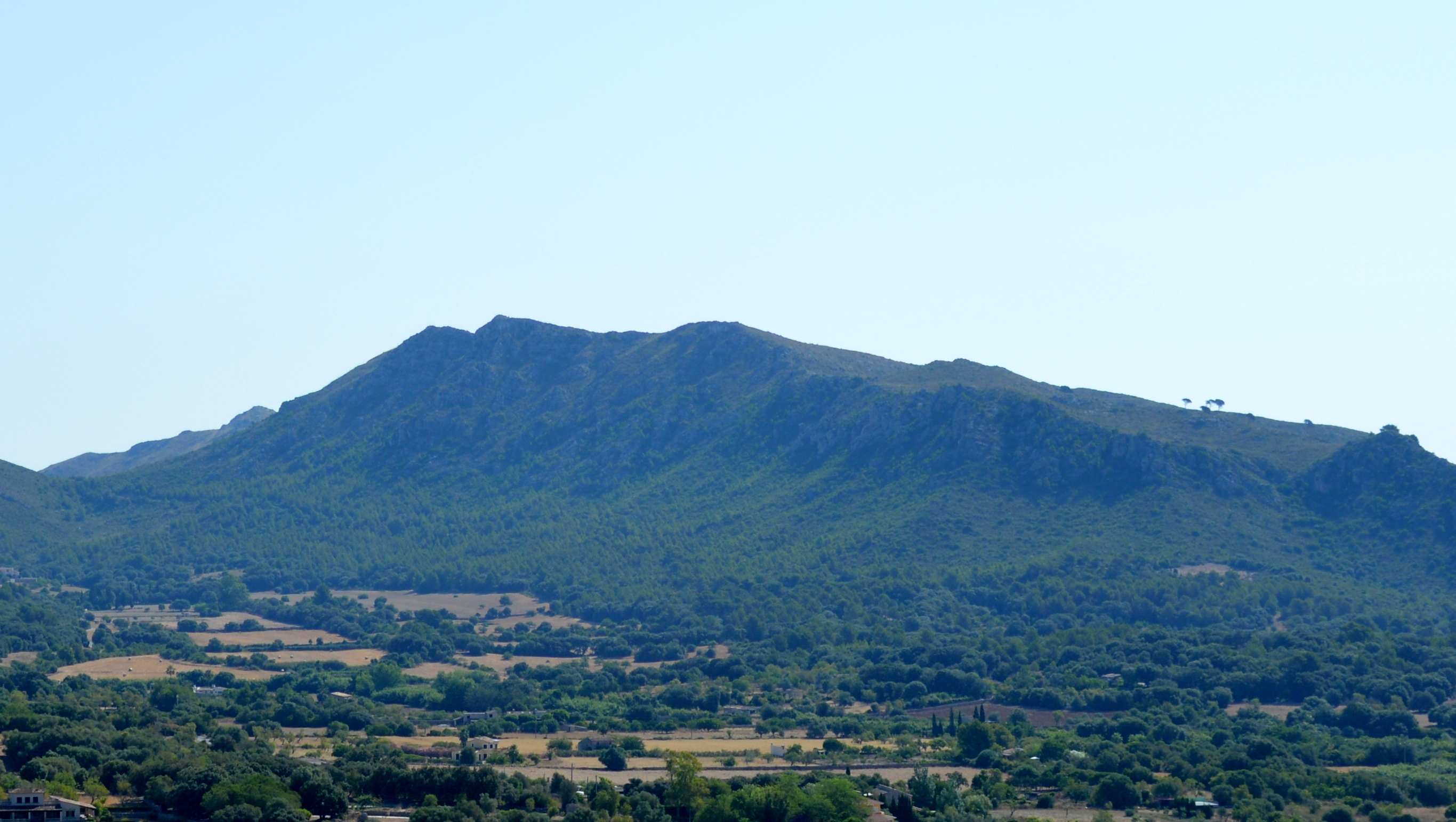
Puig des Racó, Blick von Artà

Der Puig des Racó ist ein Berg im Nordosten der spanischen Mittelmeerinsel Mallorca.
Er gehört zum Bergland von Artà, dem nördlichen Teil der Gebirgskette Serres de Llevant und erreicht eine Höhe von 386 Metern. Entlang seines Kamms verläuft die Gemeindegrenze zwischen dem westlich gelegenen Artà und dem sich östlich anschließenden Capdepera. Innerhalb der Gemeinde Capdepera ist der Puig de Racó die höchste Erhebung. Am Fuß seiner Westflanke verläuft von Südwesten nach Nordosten die Straße von Artà nach Cala Torta, südlich des Bergs die Landstraße Ma-15 zwischen Artà und Capdepera. Nordwestlich des Puig des Racó erhebt sich der Puig d’en Poca Son, mit dem er über den Sattel Coll des Racó verbunden ist. Nordöstlich liegt der sa Muntanya de Can Mir zu dem der Sattel Coll de ses Buines die Verbindung herstellt. Von beiden Sätteln aus führen Bergpfade auf den Gipfel des Puig des Racó.
An seinem südwestlichen Ausläufer liegt die archäologische Stätte Talaiot de ses Planetes. Der Berg ist Ausgangspunkt mehrerer kleiner nur zeitweilig wasserführender Torrents.

## Quelle
- Karte Mallorca North, Editorial Alpina, SL

Koordinaten: 39° 43′ N, 3° 23′ O